# 障害を扱った作品の一覧

障害を扱った作品の一覧（しょうがいをあつかったさくひんのいちらん）は、身体障害（視覚障害・聴覚障害・運動障害、内部障害など）、精神障害、発達障害、知的障害といった障害、またそれらの障害を持つ人々をテーマにした作品の一覧である。
- 作品中である程度一貫して特定の障害（あるいは心身の障害全般）に焦点が当てられているものを扱う。「登場人物に障害を持つ者がいる」程度のものは扱わない。
- ノンフィクション書籍は、原則としてウィキペディア上に記事が存在するもののみ採録する。

## 絵画

### 視覚障害を扱った絵画
- 弱法師(よろぼし) (下村観山) - 能の謡曲弱法師から俊徳丸を描く[1]
- 盲人の寓話The Blind Leading the Blind （ピーテル・ブリューゲル）
- 盲人の食事 (パブロ・ピカソ)

### 運動障害を扱った絵画
- 足なえたちThe Beggars (ピーテル・ブリューゲル)
- えび足の少年（ホセ・デ・リベーラ）

### 精神障害を扱った絵画
- バリェーカスの少年 (ディエゴ・ベラスケス）

## 狂言

### 視覚障害を扱った狂言
- 清水座頭 - 視覚障害者どうしの結婚
- 丼礑（どぶかっちり） - 座頭が川を渡る狂言
- 不聞座頭（きかずざとう）不見不聞（みずきかず） - 視覚障害者と聴覚障害者が留守番をする
- 三人片輪 - 障害者の就職活動
- 月見座頭 - 座頭が月見の酒宴に参加する
- 伯養 - 二人の座頭の勝負
- 鞠座頭 - 座頭が鞠で遊ぶ

### 聴覚障害を扱った狂言
- 不聞座頭（きかずざとう）不見不聞（みずきかず） - 視覚障害者と聴覚障害者が留守番をする

### 運動障害を扱った狂言
- 腰祈（こしいのり） - 山伏の祈祷で腰の障害の治療を試みる
- 芥川 - 運動障害の人が川を渡る
- 三人片輪 - 障害者の就職活動

### 言語障害を扱った狂言
- 三人片輪 - 障害者の就職活動
- 吃り - 言語障害がテーマ

## ルポルタージュ

### 障害を扱ったルポルタージュ
- 累犯障害者（山本譲司）
- 筆談ホステス（斉藤里恵／光文社）
- だいじょうぶ3組（乙武洋匡）
- 片づけられない女たち（サリ・ソルデン）

## 小説

### 視覚障害を扱った小説
- 世間学者気質 - 視覚障害者を扱った作品
- 耳なし芳一（小泉八雲）
- 清作の妻（吉田絃二郎）
- 田園交響楽（アンドレ・ジッド）
- ベルナのしっぽ（郡司ななえ）
- 暗いところで待ち合わせ（乙一、2002年 幻冬舎）
- 仮面舞踏会（横溝正史） - 色覚異常を扱った作品
- 悪魔の設計図（横溝正史） - 連続殺人が盲目娘の遺産相続人に忍び寄る。
- 月の盾（岩田洋季） - 色覚異常を扱った作品
- 春琴抄（谷崎潤一郎 1933 中央公論） - 病気で盲目となる大店（おおだな）の娘の春琴と丁稚の佐助の愛情物語。
- 女性開眼（川端康成） - 生まれつき盲目の少女が手術を受け、視力を得る話。
- 二十一歳の父（曽野綾子）- 盲目の女性と恵まれた家庭出身の大学生の愛情物語。
- 藏（宮尾登美子 1993 毎日新聞社） - 1992年3月から1993年4月までの毎日新聞の連載小説。大正時代の新潟の蔵元を舞台とした、網膜色素変性症で14歳で失明する賢く美しい娘と、家父長制の中で思うように振舞えない男女の葛藤の話。
- はなれ瞽女おりん（水上勉）
- 女めくら双紙（舟橋聖一）
- チルドレン（伊坂幸太郎）
- 盲目（島木健作） - 収監中に視力を失った活動家を扱った作品

### 聴覚障害を扱った小説
- レインツリーの国（有川浩／新潮社） - 中途失聴を扱った作品
- 天国のベル（石田衣良／角川書店） - 短編集「約束」の中の1編
- 遠い音（英語版）（フランシス・イタニ）

- 四つの終止符（西村京太郎）
- 心は孤独な狩人（カーソン・マッカラーズ）
- デフ・ヴォイスー法廷の手話通訳士（丸山正樹／文春文庫）

### 重度障害を扱った小説
- 美しい旅（川端康成） - 三重苦の幼女が母と上京し聾学校に通い、若い女性教師の教えを受ける話。
- 神への告発（箙田鶴子）

### 運動障害を扱った小説
- サーカスの息子（英語版） (ジョン・アービング)
- 陽のあたる坂道（石坂洋次郎）
- 哀愁の湖（ベン・エイムズ・ウィリアムズ（英語版））
- 芋虫（江戸川乱歩）
- 他人の足 (大江健三郎) ：脊椎カリエスによる足の障害を負い入院している主人公の、新患者に対する認識が主題。

- わたし、五等になりたい!（岸川悦子）
- 左手一本のシュート〜夢あればこそ! 脳出血、右半身麻痺からの復活（島沢優子）：脳動静脈奇形による脳出血で右半身が不自由になりながらもバスケットボールに打ち込んだ男子高校生を題材にしたノンフィクション小説
- ゲゲゲの女房（武良布枝）：左腕がない夫と妻の物語
- ボーン・コレクター（ジェフリー・ディーヴァー）

### 精神障害を扱った小説
- 白痴（坂口安吾）
- ドグラ・マグラ（夢野久作）
- アルジャーノンに花束を（ダニエル・キイス）
- くらやみの速さはどれくらい（エリザベス・ムーン） - 高機能自閉症の男性が主人公のSF作品
- 夜中に犬に起こった奇妙な事件（マーク・ハッドン） - 自閉症の少年が主人公のミステリー作品
- 手をつなぐ子等（田中一二）
- 忘れられた子等（田中一二）
- 安宅家の人々（吉屋信子） - 1951年の毎日新聞の連載小説。家族愛と夫婦愛、女同士の友情を描いた作品。
- エデンの命題（島田荘司） - アスペルガー症候群の少年が主人公のSFミステリー
- ぼくはうみがみたくなりました（山下久仁明）
- オルタ（木地雅映子）
- 悦楽の園（木地雅映子）
- Myフェアリー・ハート〜わたし、アスペルガー症候群。（成澤達哉） - アスペルガー症候群当事者が執筆した小説
- あの扉のむこうへ―自閉の少女と家族、成長の物語（藤家寛子） - アスペルガー症候群当事者が執筆した小説
- Marcelo in the Real World(英語版)（フランシスコ・X.ストーク（英語版）） - 日本語版未発売。アスペルガー症候群の少年の青春を描く作品。

### 言語障害を扱った小説
- 金閣寺（三島由紀夫、1956年）

### 記憶障害を扱った小説
- 瞬（河原れん、2007年）
- 8年越しの花嫁 キミの目が覚めたなら（中原尚志・麻衣、2015年）

### 性別に関する障害を扱った小説
- 片想い（東野圭吾、2001年）
- 海辺のカフカ（村上春樹、2002年）
- インディゴの夜（加藤実秋、2005年）
- プリンセス・トヨトミ（万城目学、2009年）
- この恋と、その未来。（森橋ビンゴ、2014～16年）
- 彼女が好きなものはホモであって僕ではない（浅原ナオト、2018年）

## 戯曲・演劇

### 精神障害を扱った演劇
- 屋上の狂人（菊池寛）
- 愛の眼鏡は色ガラス（安部公房）
- イギリス・ルネサンス演劇（16世紀中頃から17世紀前半） - 精神病もしくは精神障害への言及が頻出する[2]。

### 聴覚障害を扱った演劇
- 弱法師（三島由紀夫）

### 重度障害を扱った演劇
- 奇跡の人（ウィリアム・ギブスン）

## 漫画

### 言語障害を扱った漫画
- カレーズ（神坂智子、1982年） - ファンタジーでシルクロードの少女、金銀妖瞳で口がきけない。
- マシューズ 心の叫び（山田貴敏、1983年） - 声の出ない少年、いじめにあいながら彫刻に打ち込み腕を上げていく。
- パスポート・ブルー（石渡治、1999年）
- 志乃ちゃんは自分の名前が言えない (押見修造、2011年) - 吃音症の高校生の物語

### 摂食障害を扱った漫画
- 脂肪と言う名の服を着て (安野モヨコ) - 女性の摂食障害を描く

### 視覚障害を扱った漫画
- ハッピー!（波間信子） - 盲導犬を扱った作品
- キミが見えなくても（流田まさみ）
- デアデビル
- 暗闇のシンフォニー!（星野めみ） - 視覚障害の主人公が事件に巻き込まれたサスペンス漫画。
- 林檎の秘密（星野めみ） - 主人公、りんごの恋人からの結婚相手が事故による視覚障害者。
- ヤンキー君と白杖ガール（うおやま）

### 聴覚障害を扱った漫画
- ゲンセンカン主人（つげ義春、1968年）
- 地球へ…（竹宮惠子、1977年）
- きこえますか愛!（星野めみ、1978年） - 主人公の好きな相手が聴覚障害者でこけしの民芸技術を持つ。
- ルードウィヒ・B（手塚治虫、1987年）
- 遥かなる甲子園（山本おさむ、1988年）
- わが指のオーケストラ（山本おさむ、1991年）
- 君の手がささやいている（軽部潤子、1992年）
- どんぐりの家（山本おさむ、1993年）
- 静かなる夜のほとりで（横谷順子、1995年） - おとなしい聴覚障害の少女、料理専門学校に入って頑張る。
- プリズムの声（大野潤子、1996年） - テレビアナウンサー希望女子、パン屋で働く聴覚障害者にひかれる。
- 神童（さそうあきら、1997年）
- バガボンド（井上雄彦、原作：吉川英治、1998年）
- まかせてイルか!（原作：大地丙太郎、画：たかしたたかし、1999年）
- きみの声 ぼくの指（横谷順子、2001年） - 聴覚障害だが前向きに活躍する少女、高校から大学卒業までを描く。
- あみーご×あみーが（瀬口たかひろ、2005年）
- 金魚奏（ふじつか雪、2005年）
- ピアニシモでささやいて第二楽章（石塚夢見、2005年） - 聴覚障害の少女、はるがピアノを演奏する。
- ボーイズ・オン・ザ・ラン（花沢健吾、2005年）
- AKB49〜恋愛禁止条例〜（原作：元麻布ファクトリー、漫画：宮島礼吏、原案協力：高橋ヒサシ、2010年）
- GANGSTA.（コースケ、2011年）
- 聲の形（大今良時、2013年）
- ひだまりが聴こえる（文乃ゆき、2013年） - 聴覚障害の大学生、BL物。
- 淋しいのはアンタだけじゃない（吉本浩二、2016年） - 聴覚障害のルポルタージュ、佐村河内守にも取材している。
- 王様ランキング（十日草輔、2017年）
- ゆびさきと恋々（森下suu、2019年） - 聴覚障害の大学生女子、先輩にひかれる恋愛もの。
- ふつうな僕らの（湯木のじん、2019年）

### 運動障害を扱った漫画
- Flower〜フラワー〜（和田尚子）
- リアル（井上雄彦） - 車いすバスケットボールを扱った作品
- 歩いていこう。 〜車いすの女の子の結婚・出産物語〜（折原みと）
- エドウィンさんの子守唄（星野めみ） - オムニバス題名「ちひろ」の主人公が片足が事故で若干不自由。
- パーフェクトワールド（有賀リエ）
- ブレードガール 片脚のランナー (重松成美)

### 精神障害を扱った漫画
- この星のぬくもり（曽根富美子）
- 光とともに…（戸部けいこ） - 自閉症を扱った作品。作者の死去により、未完のまま第15巻が最終巻となる。
- ヤジとボク（手塚治虫）
- だいすき!! ゆずの子育て日記（愛本みずほ） - 知的障害者の子育てを扱っている
- はだしの天使（さがわれん） - 自閉症を扱った作品
- おなかまるだしこちゃん（草野誼） - 自閉症スペクトラム障害を扱った作品
- 15の夜〜いじめられているきみへ（漫画：市川正孝、監修：内山登紀夫） - 週刊少年マガジン2007年10、11号に掲載された、アスペルガー症候群の中学生といじめを題材にした作品
- 晴れときどきアスペルガー（ごとう和、今村志穂）
- ニトロちゃん（沖田×華） - 発達障害が知られていなかった時代の、作者の子供時代の実体験を基にしたコミックエッセイ
- 僕の妻は発達障害（ナナトエリ・亀山聡）
- プロチチ（逢坂みえこ） - アスペルガー症候群の専業主夫を描いた作品
- のんちゃんの手のひら（金子節子） - ダウン症を扱った作品
- メンヘラちゃん（琴葉とこ） - うつ病やパニック障害を患う主人公と友人を描く物語
- 人間仮免中（卯月妙子） - 統合失調症を患う作者の実体験を基にしたコミックエッセイ
- ムーちゃんと手をつないで~自閉症の娘が教えてくれたこと~（みなと鈴） - 自閉症を扱った作品。
- 初恋、ざらり（ざくざくろ） - 自閉症と軽度知的障害を併せ持った20代の女性の恋愛を描いた作品。

### 重複障害を扱った漫画
- 奇跡の人（水野英子、1965年） - 映画「奇跡の人」の漫画化。
- どろろ（手塚治虫、1967年） - 百鬼丸が身体の48箇所を妖怪に奪われたのを、妖怪退治して取りもどす。
- ff(フォルテシモ)で飛びたて!（矢代まさこ、1969年） - ジャズピアニストの娘が盲聾唖の少女、音楽を感じられないのに悩む。
- 説経小栗判官（近藤ようこ、1990年） - 説経節「小栗判官」の漫画化。小栗判官が目耳口のきかぬ餓鬼阿弥となる。
- どんぐりの家（山本おさむ、1993年） - ビッグコミックに連載。アニメーション映画あり。埼玉県立大宮聾学校、坂戸聾学校が舞台と言われている。話題となり、この作品で障害の世界を初めて知った健常者が多数いる。
- ヘレンesp（木々津克久、2007年） - 週刊少年チャンピオンに連載。事故により視覚・聴覚・言語を失った代わりに超能力を得た少女を扱った作品。

### 性別に関する障害を扱った漫画
※特記のないものは性同一性障害を扱った作品。
- ピンクとみずいろ（後藤羽矢子、2000年）
- オッパイをとったカレシ。（芹沢由紀子、2002年）
- IS〜男でも女でもない性〜（六花チヨ、2003年） - インターセックスを扱った作品
- 性別が、ない!（新井祥、2005年） - インターセックスを扱った作品
- G.I.D（庄司陽子、2006年）
- ダブルハッピネス（寄田みゆき・杉山文野、2007年）
- 幻覚ピカソ（古屋兎丸、2008年）
- オッパイをとったカレシ。―約束―（芹沢由紀子、2010年）
- 生まれる性別をまちがえた!（小西真冬、2017年）
- 性転換から知る保健体育 ～元男が男女の違いについて語る件～（小西真冬、2018年）

## テレビドラマ

### 視覚障害を扱ったドラマ
- 愛の劇場 わが子よVI（1986年、TBS）
- アリエスの乙女たち（1987年、フジテレビ）
- 君だけに愛を（1991年1月- 3月、日本テレビ） - 出演：野村宏伸、松下由樹ら。交通事故で被害者の兄を死亡させ、妹を失明させてしまった主人公の苦悩の話。肝臓癌と分かり、死後の角膜提供を申し出る。日本に臓器移植法が制定される前の話。
- ハッピー 愛と感動の物語（1999年・2000年、テレビ東京）
- 天国の階段（2003年、韓国）
- 仔犬のワルツ（2004年、日本テレビ）
- 愛し君へ（2004年4月-6月、フジテレビ） - 原作は『解夏』、出演：菅野美穂・藤木直人
- スタートライン〜涙のスプリンター〜（2005年12月17日、フジテレビ）
- まだ見ぬ父へ、母へ・魂で歌う青い海〜全盲のテノール歌手・新垣勉の軌跡（2007年12月21日、フジテレビ） - 出演：小池徹平・いしだあゆみ。全盲のテノール歌手・新垣勉の軌跡。
- チャレンジド（2009年、NHK）
- 月に行く舟（2014年10月4日、CBCテレビ）
- 盲目のヨシノリ先生〜光を失って心が見えた〜（2016年、日本テレビ） - 24時間テレビ『愛は地球を救う』内でのドラマ
- 恋です!〜ヤンキー君と白杖ガール〜 （2021年、日本テレビ） - 弱視の女子高生・赤座ユキコ（杉咲花）と顔に傷のあるヤンキー青年・黒川森生（杉野遥亮）のラブコメ。
- ラストマン-全盲の捜査官-(2023年、TBS)-全盲のFBI捜査官の皆見広見役を福山雅治が主役で演じる。

### 聴覚障害を扱ったドラマ
- 名もなく貧しく美しく（1976年、TBS）（1980年、日本テレビ）
- 叫んでも...聞こえない（1989年、日本テレビ） - 24時間テレビ『愛は地球を救う』内でのドラマ
- 愛していると言ってくれ（1995年、TBS） - 第33回ギャラクシー賞テレビ部門大賞。聾唖の画家榊晃次（豊川悦司）と劇団員水野紘子（常盤貴子）の恋愛ドラマ。手話を学ぶ女性を倍にしたと言われる社会現象を起こした。
- 星の金貨（1995年、日本テレビ）
- 続・星の金貨（1996年、日本テレビ）
- 君の手がささやいている（1997年-2001年、テレビ朝日）
- 新・星の金貨（2001年、日本テレビ）
- フジ子・ヘミングの軌跡（2003年、フジテレビ）
- オレンジデイズ（2004年、TBS） - 将来を期待されたが病気で聴覚障害となり失意の日々のバイオリニスト（柴咲コウ）と、彼女と社会福祉心理学を専攻の大学4年生結城櫂（妻夫木聡）とのロマンス。
- 号令もサイレンも聞こえなかった 〜ろうあ者の戦争体験（1988年、NHK）
- わが町 –火曜サスペンス劇場- （1992、日本テレビ） - 事件解決物語。森田吾郎・刑事（渡辺謙）の妻（有森也美）役として聴覚障害者が登場。原案は87分署シリーズ。
- F.B.EYE!! 相棒犬リーと女性捜査官スーの感動!事件簿（2002 、PAX TV） - 聴覚障害者のスーが聴導犬と共に難事件を解決する話。
- ラブレター（2008-2009年、TBS） - 愛の劇場生誕40周年記念作品。主人公・美波の15年間の忘れられない初恋・純愛・真実の愛のかたちを丁寧に描いていく。心臓に障害を持つ児童も別に描かれている。
- 心の糸（2010年11月27日、NHK）
- 私の心が聞こえる?（2011年、韓国MBC） - 継父の謀略により聴覚障害など複数の障害を負った主人公。知的障害の父と聴覚障害の母の一家とのふれあいの中で本当に大切なものに気付いていく。
- 半分、青い。（2018年、NHK） - 連続テレビ小説98作目。流行性耳下腺炎（ムンプス難聴）によって左耳を失聴した聴覚障害者が主人公。
- しずかちゃんとパパ（2022年、NHK）
- Silent（2022年、フジテレビ）
- 星降る夜に（2023年、テレビ朝日）
- デフ・ヴォイス（2023年、NHK）

### 運動障害を扱ったドラマ
- 小児病棟（1980年、日本テレビ）
- 花さくらんぼ（1984年、TBS・愛の劇場）- 筋ジストロフィーを患った少女が主人公
- 車椅子の花嫁（1987年、日本テレビ） - 24時間テレビ『愛は地球を救う』内でのドラマ
- 妻よ妻よ（1987年、TBS・愛の劇場）
- ダイアリー-車いすの青春日記-（1988年、日本テレビ） - 「カネボウヒューマンスペシャル」
- 車椅子からウィンク（1989年、テレビ朝日）
- 車いすの金メダル（1998年、MBS・TBS系）
- Beautiful Life 〜ふたりでいた日々〜（2000年、TBS）
- ダンシングライフ（2003年、TBS・愛の劇場）
- ふたり 私たちが選んだ道（2003年、日本テレビ） - 24時間テレビ『愛は地球を救う』内でのドラマ
- 1リットルの涙 (テレビドラマ)（2005年、フジテレビ）
- 砂時計（2007年、TBS・愛の劇場）- 原作漫画にない障害を持った女性・あかねの役柄が設定された。
- DOOR TO DOOR（2009年、TBS「感動ドラマ特別企画」） - 脳性麻痺を扱った作品
- 毒姫とわたし（2011年、東海テレビ）
- 車イスで僕は空を飛ぶ （2012年、日本テレビ）  - 24時間テレビ『愛は地球を救う』内でのドラマ
- 僕のいた時間（2014年、フジテレビ）
- 君に捧げるエンブレム （2017年、フジテレビ）
- パーフェクトワールド（2019年、関西テレビ）

### 精神障害を扱ったドラマ
- 虫は死ね (1964年、北海道放送) - 脚本は安部公房。心に傷を負った精神障害の娘と、彼女を「気ちがい」扱いにしかしない親戚の女との確執を描く。
- おふくろに…喝采！（おふくろシリーズ8）（1992年、フジテレビ） - 松岡昌宏が自閉症の息子役
- ピュア（1996年、フジテレビ） - 和久井映見が知的障害の主人公
- オンリー・ユー〜愛されて〜（1996年、よみうりテレビ） -大沢たかおが知的障害の主人公
- 聖者の行進（1998年、TBS） - 脚本野島伸司知的障害者達の働く地方都市の工場が舞台
- 天使が消えた街（2000年、日本テレビ） - 藤井フミヤが自閉症の役
- 君が教えてくれたこと（2000年、TBS） - ともさかりえが高機能自閉症の主人公を演じる
- アルジャーノンに花束を（2002年、フジテレビ）ダニエル・キイス原作　ユースケ・サンタマリアが知的障害の主人公、アルジャーノンに花束を (2015年のテレビドラマ)では山下智久が同役
- 抱きしめたい（2002年、NHK） - 無名時代の加瀬亮が自閉症者を演じる
- 光とともに…（2004年、日本テレビ） - 自閉症を扱った作品
- たったひとつのたからもの（2004年、日本テレビ） - ダウン症を扱った作品
- 3年B組金八先生（第7シリーズ）（2004年-2005年、TBS） - 3年B組の生徒の飯島弥生（ヤヨ）が軽度の自閉症という設定
- 僕の歩く道（2006年、フジテレビ） - 草彅剛が自閉症の主人公
- アイムヒア 僕はここにいる（2007年、朝日放送など） - 主演杉浦太陽。大阪府教育委員会がアスペルガー症候群の啓発のために制作したドラマ
- マラソン（2007年、TBS「感動ドラマ特別企画」） - 二宮和也が自閉症の主人公
- だいすき!!（2008年、TBS） - 香里奈が知的障害の主人公
- 安宅家の人々（2008年、東海テレビ） - 遠藤久美子が知的障害者の妻となる役
- 輪廻の雨（2010年、フジテレビ） - 瀬戸康史が知的障害の主人公を演じる
- テンプル・グランディン～自閉症とともに（原題:Temple Grandin）(2010年、アメリカHBO、日本ではLaLa TVで放送) - 主演:クレア・デインズ。自閉症の動物学者テンプル・グランディンの半生を映画化。第62回エミー賞でテレビ映画部門作品賞などを受賞
- ハガネの女（2011年、テレビ朝日） - クラスにアスペルガー症候群の設定の児童
- ATARU（2012年、TBS） - サヴァン症候群の男性（中居正広）を主人公とした推理ドラマ
- Jimmy〜アホみたいなホンマの話〜（2018年、Netflix） - 絵画や嗅覚に特異性があってサヴァン症候群とされているタレントのジミー大西の半生を映像作品化。
- TOUCH/タッチ（2012年） - 無言症の少年が登場するアメリカドラマ
- 笑ってトンヘ（2010年） - 韓国ドラマ、発達障害の母を世話する青年の話
- グッド・ドクター（2013年）- 韓国ドラマ、2018年日本リメイク版「グッド・ドクター」が製作された（山﨑賢人が自閉症の主人公）
- 透明なゆりかご （2018年） - 見習い看護師ドラマ、沖田×華原作、作者がモデル
- 僕の大好きな妻!（2022年）百田夏菜子が発達障害の主人公
- リエゾン
-こどものこころ診療所-（2023年） - 小児科の診療所が舞台、山崎育三郎が発達障害の主人公
- 初恋、ざらり（2023年）- 小野花梨が知的障害ありの自閉症の主人公
- 私小説 -発達障がいのボクが純愛小説家になれた理由-（2023年、テレビ朝日） - 発達障害をもつ小説家が主人公。原作は市川拓司の自伝小説

### 性別に関する障害を扱ったドラマ
- 29歳の憂うつ パラダイスサーティー（2000年、テレビ朝日） - 性同一性障害を扱った作品
- 3年B組金八先生（2001年-2002年、TBS） - 第6シリーズで性同一性障害をテーマに扱っている
- 相棒（2005年、テレビ朝日） - Season 3に性同一性障害を扱った作品がある
- 私が私であるために（2006年、日本テレビ） - 性同一性障害を扱った作品
- ラスト・フレンズ（2008年、フジテレビ） - 性同一性障害を扱った作品
- ママは昔パパだった（2009年、WOWOW） - 性同一性障害を扱った作品
- IS〜男でも女でもない性〜 （2011年、テレビ東京）
- 腐女子、うっかりゲイに告る(2019年、NHK総合） -  性同一性障害を扱った作品。原作「彼女が好きなものはゲイであって僕ではない」

### 摂食障害を扱ったドラマ
- オンリー・ユー〜愛されて〜（1980年、日本テレビ）

### 学習障害を扱ったドラマ
- ハンク ‐ちょっと特別なボクの日常‐（原題:Hank Zipzer）(2014-2015年、イギリスBBC、日本ではNHK Eテレで放送) - ディスレクシアを扱っている。

## 映画

### 視覚障害を扱った映画
- 清作の妻 (1965年の映画)（1924年、1965年、日本）
- 街の灯（アメリカ） - チャップリンの代表作。盲の花売り娘を助ける話。
- 春琴抄（1935年、1954年、1961年、1972年、1976年、2008年、日本）
- 田園交響楽（1938年、日本）
- 田園交響楽（1946年、フランス） - ミシェル・モルガンが主人公のジェルトリュード役で第1回カンヌ国際映画祭 女優賞を獲得。
- 長崎の歌は忘れじ（1952年、日本）
- 心のともしび（1954年、アメリカ）
- 美徳のよろめき（1957年、日本）
- いつか来た道（1959年、日本）
- 女めくら物語（1965年、日本）
- 悲しみは星影と共に（英語版）（1966年、イタリア）
- 暗くなるまで待って（1967年、アメリカ）
- はなれ瞽女おりん（1977年、日本）
- アイス・キャッスル（1978年、アメリカ） - オリンピックを目指しフィギュアスケートに打ち込むヒロインが登り調子の中の気の緩みから事故を起こし強度の弱視に、一度は離れていた地元の幼馴染みに励まされ再起をかける話。
- 八月の鯨（1987年、アメリカ）
- セント・オブ・ウーマン/夢の香り（1992年、アメリカ）
- ミラクル・ペティント（英語版）（1998年、スペイン） - 幼馴染の盲目女性と結婚して子宝を待ち続ける。
- ダンサー・イン・ザ・ダーク（2000年、デンマーク）
- 星に願いを。（2002年、日本） - 事故で視力と発話を失った少年と看護婦の恋。
- 解夏（2003年、日本） - 視力を失う恐怖を描いた作品。
- デアデビル（2003年、アメリカ）
- Ray/レイ（2004年、アメリカ）
- ブラインドサイト 小さな登山者たち（英語版）（2006 イギリス）
- ベルナのしっぽ（2006年、日本）
- 暗いところで待ち合わせ（2006年、日本）
- 武士の一分（2006年、日本）
- ヘレンケラーを知っていますか （2006年、日本）
- ふみ子の海（2007年、日本）
- 山のあなた〜徳市の恋〜（2008年、日本）
- まぼろしの邪馬台国（2008年、日本） - 堤幸彦監督、吉永小百合出演。全盲の郷土史家の夫と、支える晴眼の妻の話。
- ICHI（2008年、日本）
- RISE UP（2009年 日本）
- ドント・ブリーズ (2016年 アメリカ）

### 聴覚障害を扱った映画
- 肉体の門（1948年、1964年、1977年、1988年、日本）
- ジョニー・ベリンダ（1948年、アメリカ） - ベリンダ役のジェーン・ワイマンが第21回アカデミー主演女優賞に輝く。
- 名もなく貧しく美しく（1961年、日本） - 松山善三監督、出演：小林桂樹、高峰秀子。聾唖夫婦の話。
- 喜劇 特出しヒモ天国（1975年、日本） - 森﨑東監督、出演：山城新伍、池玲子。出産費用を稼ぐためにストリッパーを目指す聾唖夫婦が出てくる。
- 山の焚火（英語版）（1985年、スイス）
- 愛は静けさの中に（1986年、アメリカ） - 主演のマーリー・マトリンが21歳で第59回アカデミー主演女優賞に輝く。これは2013年の現在でもアカデミー賞の歴史上、主演女優賞の最年少受賞者である。
- あの夏、いちばん静かな海。（1991年、日本） - 北野武監督の初期作品。聾の若者の純な愛情と悲劇を淡々と描いている。
- 息子（1991年、日本）
- 音のない世界で（英語版）（1992年、フランス）
- ビヨンド・サイレンス（1996年、ドイツ）
- 過去は今（1996年 日本） - ジャパンデフ映像プロダクションの制作。
- コップランド（1997年、米国） - シルベスタ・スタローンが難聴者を演じた。
- 風の歌が聴きたい（1998年、日本）
- アイ・ラヴ・ユー（1999年、日本）
- きれいなおかあさん（1999年、中国）
- ギター弾きの恋（1999年、米国） - 天才的ギタリストと喋る事の出来ない少女の恋。
- アイ・ラヴ・フレンズ（2001年、日本）
- リード・マイ・リップス（2001年、フランス） - 難聴で孤独な女が犯罪に巻き込まれて行くサスペンス。
- 化粧師 KEWAISHI（2002年、日本） - 大正時代を舞台とした一化粧師の半生。
- 龍の耳に生きる（2003年、日本） - 大原秋年（1945年生）監督。
- アイ・ラヴ・ピース（2003年、日本）
- 雨鱒の川（2004年、日本）
- Dear フランキー（2004年、イギリス）
- 機関車先生（2004年、日本） - 菜名島に臨時赴任した若き男性聾教師の話。
- まかせてイルか!（2004年、日本） - 原作：大地丙太郎・画：たかしたたかし「まかせてイルか!」のアニメーション映画化。平成16年度文化庁メディア芸術祭アニメーション部門優秀賞受賞。
- ユニバーシティライフ（2005年、日本） - 今村彩子監督による聾者の大学生活とその問題を描いたドキュメント。文部科学省選定作品
- バベル（2006年、アメリカ）
- 迂路（2006年、日本） - 大館信広監督、トロント国際聾映画祭で大賞。
- 神童（2007年、日本） - メニエール病を患った天才ピアニストの少女が主人公。
- サラリーマンライフ（2008年、日本） - 今村彩子監督による聴者とろう・難聴者が働く職場におけるコミュニケーションのあり方を考えるドキュメンタリー。文部科学省選定作品
- あなたになら言える秘密のこと - 無口な看護婦の話。
- ゆずり葉-君もまた次のきみへ-（2009年、日本） - 全日本ろうあ連盟結成60周年記念作品。脚本・監督を務める早瀨憲太郎は聴覚障害者。スタッフ、出演者にも聴覚障害者が多数。
- 愛は100℃（2010年、韓国） - 聴覚障害を抱えた男子高校生が主人公。同性愛とその失恋・迫害を描いた短編。金趙光秀監督。
- アイ・コンタクト もう1つのなでしこジャパン ろう者女子サッカー（2010年、日本） - ろう者女子サッカーチームを追ったドキュメンタリー映画
- 珈琲とエンピツ（2011年、日本） - 今村彩子監督による聾のサーフ店長を主人公とした「言葉を越えたコミュニケーション」を伝えるドキュメンタリー。
- 架け橋 きこえなかった3.11（2013年、日本） - 今村彩子監督による東日本大震災に於ける聴覚障がい者の被災体験を描くドキュメンタリー。
- エール!（2014年、フランス）
- LISTEN(リッスン)（2016年、日本） - 牧原依里と雫境（DAKEI）聾の2人の共同監督による「聾者(ろう者)の音楽」を聴覚的に表現したアート・ドキュメンタリー。米内山明宏出演。
- Start Line(スタートライン)（2016年、日本） - 聾の今村彩子監督が自ら自転車で日本を縦断する姿を追ったセルフドキュメンタリーロードムービー。
- 聲の形 (2016年、日本) - 大今良時の漫画「聲の形」のアニメーション映画化。山田尚子監督。
- コーダ あいのうた (2021年、アメリカ)
- ぼくが生きてる、ふたつの世界（2024年、日本）

### 運動障害を扱った映画
- 塵に咲く花（1941年、アメリカ）
- 哀愁の湖（1945年、アメリカ）
- 我等の生涯の最良の年（1946年、アメリカ） - ホーマー役を演じたハロルド・ラッセルは戦争で両手を失った負傷兵であり、第19回アカデミー助演男優賞に輝く。および、第4回ゴールデングローブ賞最優秀ノンプロフェッショナル演技特別賞に輝く。
- 百萬弗の人魚（1952年、アメリカ）
- しいのみ学園（1955年、日本）
- 陽のあたる坂道（1958年、日本）
- ジョニーは戦場へ行った （1971年、アメリカ） - 戦争で四肢を失った兵士を描く
- ねむの木の詩（1974年、日本）
- ねむの木の詩がきこえる（1977年、日本）
- 虹をかける子どもたち（英語版）（1980年、日本）
- 典子は、今（1981年、日本）
- ケニー (1987年、アメリカ) - 下肢を失っているケニー・イースタディを描く
- マイ・レフトフット（1989年、アイルランド・イギリス合作） - 主役のダニエル・デイ＝ルイスが第62回アカデミー主演男優賞に輝く。主役の母親役のブレンダ・フリッカーも第62回アカデミー助演女優賞に輝く。
- パーフェクト9 〜ある障害者野球チームの記録〜（1999年、日本）
- ボーン・コレクター（1999年、アメリカ）
- AIKI（2002年、日本）
- 障害者イズム 〜このままじゃ終われない〜（2003年、日本）
- ウイニング・パス（2004年、日本）
- ジョゼと虎と魚たち（2004年、日本［実写版]・2020年、日本［アニメ版］）
- ミリオンダラー・ベイビー（2004年、アメリカ） - 監督・製作・主演はクリント・イーストウッド。第77回アカデミー賞 作品賞受賞作品。
- 海を飛ぶ夢 (2004年、スペイン) - ラモン・サンペドロをモデルとし、障害と尊厳死を描く[3]
- マーダーボール（2005年、アメリカ） - ウィルチェアーラグビーの選手を追ったドキュメンタリー映画
- 潜水服は蝶の夢を見る（2007年、フランス）
- キャタピラー （2010年、日本） - 戦争で四肢を失った兵士を描く
- ソウル・サーファー（2011年、アメリカ） - 左腕を失ったサーファーの物語
- 最強のふたり（2012年、フランス）
- 抱きしめたい -真実の物語-（2014年、日本） - 左半身麻痺と記憶障害を持つボッチャ競技者の女性を主人公とする恋愛映画
- マンゴーと赤い車椅子（2015年、日本）
- パーフェクトワールド 君といる奇跡（2018年、日本）
- 蹴る（2018年、日本） - 電動車椅子サッカーの選手を追ったドキュメンタリー映画

### 精神障害を扱った映画
- カリガリ博士 (1920年、ヴァイマル共和国) - 精神障害のカリガリ博士と睡眠障害の僕を描く
- 狂つた一頁（1926年、日本）
- 手をつなぐ子等（1948年、日本）
- 忘れられた子等（1949年、日本）
- カルメン故郷に帰る（1951年、日本） - 日本劇映画初の国産フィルムによる長編総天然色（カラー）映画
- 白痴（1951年、日本）
- 安宅家の人々（1952年、日本）
- 白夜の妖女（英語版）（1957年、日本）
- 愛と希望の街（英語版）（1959年、日本）
- にっぽん昆虫記（1963年、日本）
- 手をつなぐ子ら（1964年、日本）
- まごころを君に（1968年、アメリカ） - 主演のクリフ・ロバートソンが主人公のチャーリー役を演じ第41回アカデミー賞主演男優賞に輝く。
- カッコーの巣の上で（1976年、アメリカ）
- 高野聖（1983年、日本）
- ファースト・ミッション（1985年、香港）
- レインマン（1988年、アメリカ）
- 二十日鼠と人間（1992年、アメリカ）
- ギルバート・グレイプ（1993年、アメリカ）
- フォレスト・ガンプ/一期一会（1994年、アメリカ）
- 学校II（1996年、日本）
- シャイン（1996年、オーストラリア）
- マーキュリー・ライジング（1998年､アメリカ）
- カーラの結婚宣言（1999年、アメリカ）
- アイ・アム・サム（2001年、アメリカ）
- able エイブル（2003年、日本） - ダウン症、自閉症をもつ2人の日本人青年がアメリカでホームステイをする。
- ニワトリはハダシだ（2004年、日本）
- モーツァルトとクジラ（2004年、アメリカ） - アスペルガー症候群を扱った作品
- マラソン (映画) （2005年、韓国）
- Believe ビリーブ（2006年、日本） - 発達障害を持つ9人がスペシャルオリンピックス冬季世界大会・長野を取材。
- リンガー! 替え玉★選手権（2005年、アメリカ<日本公開2007年>） - スペシャルオリンピックスに知的障害者のフリをした健常者が賞金目的で出場するという、ブラックだがしかしヒューマンなコメディ。
- スノーケーキを君に（英語版）（原題 Snow Cake）（2006年、イギリス・カナダ） - 主演アラン・リックマン、シガニー・ウィーバー。日本ではCS放送のシネフィル・イマジカで放送されたのみで、劇場未公開・未DVD化
- 筆子・その愛 -天使のピアノ-（2007年、日本）
- プライド in ブルー（2007年、日本） - 知的障害者による「もう1つのワールドカップ」。
- 彼女の名はサビーヌ（フランス語版）（2007年、フランス） - 自閉症を扱ったドキュメンタリー
- 音符と昆布（2008年、日本） - アスペルガー症候群を扱った作品
- メアリー & マックス（2008年、オーストラリア） - アスペルガー症候群を扱ったクレイアニメーション
- ぼくはうみがみたくなりました（2009年、日本） - 自閉症を扱った作品
- 星の国から孫ふたり（2009年、日本） - 自閉症を扱った作品
- 恋する宇宙（原題 Adam）（2009年、アメリカ） - アスペルガー症候群を扱った作品
- マイネーム・イズ・ハーン（2010年、インド） - アスペルガー症候群を扱った作品
- 海洋天堂（2010年、中国） - ジェット・リーがアクション封印で自閉症の息子を持つ父親を演じる。
- シンプル・シモン（2010年、スウェーデン） - アスペルガー症候群を扱った作品
- ちづる（2011年、日本） - 大学生が卒業制作で自閉症の妹を追ったドキュメンタリー作品
- Wretches & Jabberers（英語版）（原題）（2011年、アメリカ） - 自閉症の男性二人の旅を追ったドキュメンタリー作品
- 幸せの太鼓を響かせて～INCLUSION〜（2011年、日本）- 知的障害者の和太鼓演奏集団「瑞宝太鼓」のドキュメント
- くちづけ（2013年、日本） - 知的障害者のグループホームを舞台とした作品
- 僕と世界の方程式（2014年､イギリス）
- ザ・コンサルタント（原題 The Accountant）（2016年、アメリカ） - ベン・アフレック演じる高機能自閉症の主人公が、裏の顔を持つ会計士として活躍するアクション・スリラー
- トスカーナの幸せレシピ（2018年、イタリア）
- 岬の兄妹（2019年、日本）
- ナイト・ウォッチャー（2020年､アメリカ）
- Challenged チャレンジド（2020年、日本） - 日本の和太鼓集団、フランスのヒップホップグループ、ベルリンの演劇集団など積極的に社会参加をしている障害者「チャレンジド」達のドキュメント
- 梅切らぬバカ(2021年、日本) - 塚地武雅が知的障害ありの自閉症の50代の男性の役を演じた。

### 重複障害を扱った映画
- 光は愛とともに（英語版）（1956年、イギリス） - 本作でエスター・コステロ役のヘザー・シアーズ（英語版）が第11回英国アカデミー賞主演女優賞に輝く。日本での映画公開時の邦題は「雷雨」であった。
- 奇跡の人（1962年、アメリカ） - ヘレン・ケラーとアン・サリヴァンを描いた同名戯曲の最初の映画版。本作でサリヴァン役のアン・バンクロフトが第35回アカデミー主演女優賞に、ヘレン役のパティ・デュークが同回のアカデミー助演女優賞に輝く。
- 奇跡の人（1979年、アメリカ） - 同名戯曲のリメイク（テレビ映画）。1962年版でヘレンを演じたパティ・デュークが本作ではサリヴァンを演じる。
- 八日目（1996年、ベルギー・フランス）
- どんぐりの家（1997年、日本）
- もも子、かえるの歌がきこえるよ。（2003年、日本）

### 性別に関する障害を扱った映画
※いずれも性同一性障害を扱っている。
- クライング・ゲーム（1992、イギリス）
- ぼくのバラ色の人生（1997、フランス）
- ボーイズ・ドント・クライ（1999年、アメリカ）
- ロバート・イーズ（2001年、アメリカ）
- ヘドウィグ・アンド・アングリーインチ（2001年、アメリカ）
- アグネスと彼の兄弟（2004年、ドイツ）
- ユダ（2004年、日本）
- トランスアメリカ（2005年、アメリカ）
- プルートで朝食を（2005年、アイルランド・イギリス合作）
- ハイヒールの男（2014年、韓国）
- リリーのすべて（2015年、アメリカ・イギリス・ドイツ合作） - 史上初の性別適合手術を受けたリリー・エルベを描く。

### 摂食障害を扱った映画
- ヴァイブレータ (2003年、日本) - 摂食障害や睡眠障害に悩まされる女性とトラック運転手とのロードムービー[4]

### 免疫機能障害を扱った映画
- フィラデルフィア (1993年、アメリア) - 障害のある弁護士が自身への偏見や差別と法廷で闘う[4]

## その他
- さっちゃんのまほうのて（絵本、1985年）
- かたわ少女（ゲーム、2012年）
- 花影忍法帳コミ☆トレ（テレビ番組､2009年）
- みてハッスルきいてハッスル（テレビ番組､2009年）
- 武壮隆志「最重度・重複障害児かなこちゃんの暮らし」明石書店（写真文集、2006年）

## 複数作品にわたるもの
以下、複数の作品やシリーズが発表されているものや、小説・映画等多岐のジャンルに登場する人物を挙げる。

### 視覚障害
- 座頭市 - 座頭市の関連作品
- 耳なし芳一 - 耳なし芳一の派生作品

### 聴覚障害
- ベートーヴェン - ベートーヴェンの関連作品

### 運動障害
- ねむの木学園 - ねむの木の詩他
- ノートルダム・ド・パリ - ノートルダム・ド・パリを基にした作品
- こんな夜更けにバナナかよ 筋ジス・鹿野靖明とボランティアたち

### 精神障害
- 山下清 - 山下清関連作品
- 仙台四郎- （実在した商売繁盛の福の神と呼ばれ、肖像や人形が飾られた人物）仙台四郎関連作品

### 重複障害
- ヘレン・ケラー - 奇跡の人他
- 丹下左膳 - 丹下左膳の関連作品